# Kirtinagar
Kirtinagar is een nagar panchayat (plaats) in het district Tehri Garhwal van de Indiase staat Uttarakhand. 

## Demografie
Volgens de Indiase volkstelling van 2001 wonen er 1.040 mensen in Kirtinagar, waarvan 57% mannelijk en 43% vrouwelijk is. De plaats heeft een alfabetiseringsgraad van 76%. 